# Catalpa
```

```

Каталпа (Catalpa) род је листопадног дрвећа из породице Bignoniaceae чије су изворно станиште умерени и суптропски региони Северне Америке, Кариба и Источне Азије.

## Опис рода
Каталпа је средњевисоко брзорастуће листопадно дрво просечних висина од 12 до 18 метара, и ширине крошње од 6 до 12 метара. Препознатљиве су по својим крупним срцоликим листовима, белим цветовима који се појављују у формацијама цвасти и дугачким махунастим плодовима. Листови су дугачки од 20 до 30 цм, а широки 15−20 цм. Плодови, чауре, који могу бити дугачки и до 50 центиметара дозревају у касну јесен и задржавају се на стаблима током целе године. У сваком плоду се налази низ ситних семена са по два крилца која им олакшавају даље ширење помоћу ветра. Биљке се размножавају из семена или из корена. Својом физиономијом доста подсећају на врсте Vernicia fordii (тунгово дрво) и Paulownia tomentosa (пауловнија).
Због свог крупног лишћа и широке крошње каталпе су омиљена скровишта бројних птица које у њиховим крошњама имају савршена склоништа од јаких ветрова и киша. Каталпа је брзорастуће дрво и самим тим веома меко дрво. Због свог атрактивног изгледа и привлачних цветова каталпе су популарне широм света као парковско дрвеће.

## Етимологија
Карл фон Лине је 1753. уписао дрво под именом Bignonia catalpa, а Ђовани Антонио Скополи је успоставио род Catalpa 1777. године.

## Врсте
У роду Catalpa издвајају се следеће врсте:
- - јужна каталпа
- - манџуријска каталпа
- - хаићанска каталпа
- - кинеска каталпа
- - северна каталпа